# Moshav
Moshav (hebreiska: מוֹשָׁב; plural: moshavim: מוֹשָׁבִים; "bosättning" eller "by") ett slags jordbrukskooperativ för småbrukare i Israel. Dess invånare bor i individuella hushåll (som kan gå i arv inom familjen), men äger dyrare utrustning gemensamt och marknadsför jordbrukets produkter tillsammans. Dess invånare kallas "moshavnik".
På landets sammanlagt 441 moshaver bor 3,5 procent av Israels befolkning. En annan sorts kollektivjordbruk i Israel kallas kibbutz. Tillsammans står kibbutzer och moshaver för 80% av Israels jordbruksproduktion.
Det finns flera sorters moshaver, men de vanligaste är
- Moshav ovdim (hebreiska: מושב עובדים, ordagrant "arbetares moshav"). Här sker produktion och konsumtion på hushållsnivå.
- Moshav shitufi (hebreiska: מושב שיתופי, ordagrant "kollektiv moshav"). Här sker jordbruksarbetet gemensamt och dess vinst delas lika.